# 마이애미 커넥션
《마이애미 커넥션》(영어: Miami Connection)은 1987년 개봉된 독립 무예 영화로, 태권도 사범 Y.K. Kim(김영군)이 주연, 감독, 각본을 맡았다. 2012년 12월 11일, 20여 년 후 드래프트하우스 필름스를 통해 재개봉되었으며, 같은 해 12월 11일 DVD, 블루레이, VHS 한정판 및 디지털 다운로드 통로로 공개되었다.

## 출연
- Y.K. 김
- 시영 조